# Trest zákazu vstupu na sportovní, kulturní a jiné společenské akce
Trest zákazu vstupu na sportovní, kulturní a jiné společenské akce je jedním z alternativních trestů, který byl v Česku zaveden k 1. 1. 2010. Impulzem k jeho zavedení bylo především nevhodné chování fanoušků při sportovních utkáních. Trest ale může být uložen i v souvislosti s hudebním koncertem nebo například plesem. Trest je zakotven v § 76 a 77 trestního zákoníku (zákon č. 40/2009 Sb.) a v § 350 trestního řádu (zákon č. 141/1961 Sb.). Alternativním se označuje proto, že odsouzený nemusí pobývat ve vězení, ale je mu odepřen vstup na určené akce, a to maximálně na 10 let. Tento trest je možné uložit i mladistvému, ovšem jen na max. 5 let.

## Uložení trestu
Soud může uložit trest zákazu vstupu na sportovní, kulturní a jiné společenské akce v případě, že pachatel spáchá úmyslný trestný čin v souvislosti s návštěvou takové akce. Nejčastěji se jedná o vandalismus, výtržnictví, kapesní krádeže, projevy nesnášenlivosti, ale i o napadení rozhodčího či dalších diváků, případně o podvody při prodeji vstupenek. Trest spočívá v zákazu vstupu na danou sportovní, kulturní či jinou společenskou akci. Uložen může být trest samostatně, pokud soud rozhodne, že vzhledem k povaze a závažnosti spáchaného přečinu a osobě a poměrům pachatele není třeba jiného trestu či v kombinaci s trestem odnětí svobody. V případě, že je odsouzenému zároveň uložen trest odnětí svobody, se doba výkonu trestu zákazu vstupu na sportovní, kulturní a jiné společenské akce do doby výkonu trestu odnětí svobody nezapočítává.

## Výkon trestu
Odsouzený je povinen při výkonu trestu spolupracovat s probační a mediační službou, respektive s probačním úředníkem a to způsobem, který je mu tímto úředníkem stanoven. Jakmile nabude soudní rozhodnutí o trestu právní moci, je předseda senátu povinen opis tohoto rozhodnutí poslat středisku probační a mediační služby. Konkrétní probační úředník je tímto dokumentem pověřen kontrolou nad výkonem trestu. Jedná se o pracovníka činného v obvodu okresního soudu, ve kterém odsouzený bydlí, nebo kde pracuje či se zdržuje.
Pověřený probační úředník nejprve vyzve odsouzeného, aby v předem určený termín dorazil na příslušné středisko probační a mediační služby kvůli projednání podmínek výkonu trestu. Probační úředník upozorní odsouzeného na případné následky, které plynou z nesplnění této povinnosti bez udání zásadních důvodů. Pokud by odsouzený nespolupracoval s probační a mediační službou, případně by navštěvoval zakázané místo, jednalo by se o přečin maření výkonu úředního rozhodnutí a vykázání (podle § 337 trestního zákoníku) a z toho by mu plynuly další následky, konkrétně by mohl být odsouzen až ke třem letům odnětí svobody.
Probační úředník projedná s odsouzeným způsob výkonu trestu. Pokud úředník považuje za nutné udělit odsouzenému povinnost, aby se pravidelně v době bezprostředně související s konáním zakázané akce dostavoval k určenému útvaru Policie České republiky, učiní tak po stanovení podmínek a dohodě s Policií České republiky. I při kontrole výkonu trestu úředník spolupracuje s Policií České republiky. Odsouzený dále musí postupovat dle probačního plánu, vykonávat programy sociálního výcviku, které jsou mu určeny, stejně jako programy psychologického poradenství.

## Reflexe zavedení trestu
Jednou ze slabin trestu je fakt, že se odsouzení musí hlásit na jedné konkrétní policejní služebně. Odsouzený ale nemá přikázáno se v době konání zakázané akce zdržovat ve svém bydlišti, jako je tomu u trestu domácího vězení, jen nemůže navštívit danou akci. Dalším problémem by mohl být delší pobyt odsouzeného v zahraničí. Odsouzený by prakticky nemohl na delší dobu vycestovat ze země, pokud by se musel např. 2x měsíčně hlásit na určité policejní stanici. Pokud ale odsouzený vede řádný život a spolupracuje s probačním úředníkem, je možné odstoupit od povinnosti dostavovat se na policejní stanici.
Nejasnosti přináší i samotná formulace v zákoně: soud může uložit trest zákazu vstupu na sportovní, kulturní a jiné společenské akce až na deset let, dopustil-li se pachatel úmyslného trestného činu v souvislosti s návštěvou takové akce. Nemusí být přitom zcela jasné, co to znamená ono v souvislosti s návštěvou takové akce. Jedná se již o trestné činy při cestě na akci? Co domluvené bitky fotbalových hooligans mimo samotný stadion a třeba i den po fotbalovém utkání?  Dle komentáře k trestnímu zákoníku od Antonína Draštíka není rozhodující, zda byl čin spáchán v průběhu oné akce nebo před jejím začátkem či po konci. Důležité je to, že byl spáchán v přímé souvislosti s akcí. Tedy i incidenty při již zmíněných bitkách fotbalových hooligans po zápase mohou být trestným činem, který vznikl v souvislosti s návštěvou sportovní akce.
Dalším sporným bodem, o kterém se diskutuje, je otázka, co to vlastně je sportovní, kulturní a jiná společenská akce. Komentáře k trestnímu zákoníku proto definují pojmy sport, sportovní akce, kultura, kulturní akce, apod. Je také důležité přesně vymezit, jaké akce nemůže odsouzený navštěvovat, a to především z důvodu snadné kontrolovatelnosti výkonu trestu. Rozsah trestu není možné v průběhu výkonu měnit.
Mezi pozitiva trestu zákazu vstupu na sportovní, kulturní a jiné společenské akce patří fakt, že se trest dotkne jen jedné sféry života odsouzeného, cílí konkrétně na oblast, ve které osoba působila problémy a neovlivňuje jej v běžném občanském životě.